# راس لاوگرو
راس لاوگرو (به انگلیسی: Ross Lovegrove)؛ (زادهٔ ۱۹۵۸ میلادی) یک هنرمند ولزی و طراح صنعتی است.